# Arthur Günsburg
Arthur Günsburg (* 18. Februar 1872 in Wien; † 1. Februar 1949 in Lissabon) war ein österreichisch-deutscher Theaterleiter sowie Regisseur und Produzent der Stummfilmzeit.

## Leben und Wirken
Günsburg wurde 1872 als Sohn des Kaufmanns Semi Günsburg und seiner Frau Regina, geb. Klemperer, in Wien geboren. Er lebte und arbeitete in Berlin und „stand dem Theater seit vielen Jahren nahe“, wie Siegfried Jacobsohn 1912 in seiner Schaubühne über ihn schrieb.
Schon um die Jahrhundertwende war Günsburg als Textdichter zur Musik von Béla Laszky in Erscheinung getreten. Mit Theatertruppen ging er auf Gastspielreisen, u. a. nach Holland, und war an verschiedenen deutschen Bühnen als Impresario tätig, etwa am Komödienhaus in Berlin und am Neuen Theater in Frankfurt am Main.
Als Unternehmer betrieb er in Berlin die A.G. Filmfabrikation, später Herstellung von A.G.-Film Arthur Günsburg (1918–1929), die bereits 1913 und dann wieder ab 1918 bis zum Ende der Stummfilmzeit Unterhaltungsfilme herstellte. Darunter war die Zweiakter-Serie Krause mit ihrem Hauptdarsteller Karl Neisser, für deren Folgen Papa Krause und Ganz ohne Krause (beide 1918) sowie Krause als Detektiv und Quatsch nicht, Krause (beide 1919) Leonhard Haskel das Manuskript schrieb; lediglich bei der letzten Folge Held Krause (ebenfalls 1919) war Walter Formes der Drehbuchautor.
Einen Namen machte Günsburg sich 1920 mit seinem Künstlerportrait Die Tragödie eines Großen (auch Rembrandt und seine Frauen) und 1922 mit seiner Opernverfilmung Die Stumme von Portici nach der gleichnamigen Oper von Daniel-François-Esprit Auber. Aufsehen erregte 1927 auch seine Filmfassung des 1924 erschienenen Romans Die glühende Gasse von Paul Rosenhayn, die in Österreich unter dem Titel Brennende Straße gezeigt wurde.
Hausregisseur der A.G. Film war Lorenz Baetz. Günsburg selbst war vorwiegend als Produzent tätig, führte aber bei 15 Spielfilmen auch Regie; bei zweien hatte er die künstlerische Oberleitung. Bei vielen seiner Filme besorgte Otto Kanturek die Fotografie.
Im Oktober 1923 gründete Günsburg die Günsburg-Film Aktiengesellschaft (1923–1927), war Alleinvorstand, aber selbst nicht als Aktionär an der Firma beteiligt. Zu den Aktionären gehörte u. a. der Regisseur Joseph Delmont. Vorsitzender des Aufsichtsrats war Georg Freiherr von Eppstein. Eppstein und Günsburg gründeten im Dezember 1930 die Helios-Lichtspiele GmbH.
Günsburg war auch Vorstand bei der Berliner Sportpalast AG und ab März 1929 der Liquidator der Firma.
Arthur Günsburg, seit 1904 mit Hulda „Hilda“ Stadthagen verheiratet, emigrierte nach der NS-Machtergreifung 1933 wegen seiner jüdischen Herkunft zusammen mit seiner Ehefrau aus dem Deutschen Reich. Die erste Station im Exil war Prag. Von dort wanderte das Ehepaar 1935 weiter nach Wien zu Verwandten. Ein geplanter Vertragsabschluss zur Übernahme eines Theaterbetriebs wurde durch den Einmarsch Hitlers in Österreich vereitelt. Nach Inhaftierung und verschiedenen Repressalien konnten Arthur und Hilda Günsburg schließlich im Frühjahr 1939 in die portugiesische Hauptstadt Lissabon auswandern, wo ihre Tochter verheiratet war. Sie verdienten sich dort ihren Lebensunterhalt mit einer kleinen Pension sowie Schreib- und Übersetzungsarbeiten. Arthur Günsburg starb 1949.

## Filmografie
Regisseur
- 1918: Des Lebens Rutschbahn
- 1918: Weib gegen Weib
- 1919: Erste Liebe
- 1920: Die Tragödie eines Großen
- 1920: Verkommen
- 1921: Zu Hilfe!
- 1921: Retter aus der Not
- 1922: Die Stumme von Portici
- 1922: Der Gaukler von Paris
- 1922: Wer wirft den ersten Stein
- 1922: Das größte Zugstück der Welt
- 1923: Kinder von heute
- 1924: Spanische Gluten
- 1924: Um eine Million
- 1925: Ballettratten

Produzent
- 1913: Carriere
- 1913: Fritze sucht Stellung
- 1913: Lorbeerbaum und Bettelstab
- 1913: Zwischen Schwarz und Blond
- 1918: Am Glück vorbei
- 1918: Des Lebens Rutschbahn
- 1918: Die Ehe der Lea Psantir
- 1918: Ganz ohne Krause
- 1918: Papa Krause
- 1918: Weib gegen Weib
- 1918/19: Bergsünden
- 1919: Christus
- 1919: Der Kampf unter dem Meeresspiegel
- 1919: Die Medaille der Republik
- 1919: Die Rächerin
- 1919: Die Tochter der Berge
- 1919: Erste Liebe
- 1919: Held Krause
- 1919: Krause als Detektiv
- 1919: Quatsch nicht, Krause
- 1920: Das Barmädel oder der Goldfasan
- 1920: Der verflixte Aberglaube
- 1920: Die andere Welt
- 1920: Die Tragödie eines Großen
- 1920: Verkommen
- 1921: Zu Hilfe!
- 1921: Es waren zwei Königskinder...
- 1922: Das größte Zugstück der Welt
- 1922: Die Stumme von Portici
- 1922: Wer wirft den ersten Stein
- 1923: Kinder von heute
- 1924: Des Blinden bester Freund
- 1927: Die glühende Gasse

Künstlerische Oberleitung
- 1919: Christus
- 1927: Die glühende Gasse

## Liedtexte
- Secessions-Gesänge / 2: Das verliebte Paar, ein Tanzduett für eine Männer- und eine Frauenstimme / Albert Béla Laszky. [Text]: Arthur Günsburg. Apollo-Verlag, Berlin 1900.